# Oploditev z biomedicinsko pomočjo
Oploditev z biomedicinsko pomočjo (OBMP) ali umetna oploditev je opredelitev, ki zajema več različnih tehnik, s pomočjo katerih lahko ustvarimo novo človeško življenje v umetnih pogojih, za kar ni potrebna spolna združitev moškega in ženske, temveč le oploditev ženske spolne celice oz. jajčeca z moško spolno celico oz. semenčico. Naravno sicer proces oploditve ali fertilizacije poteka navadno tako, da se jajčece oplodi v ženskem jajcevodu približno 24 ur po ovulaciji in po tem, ko je med partnerjema prišlo do spolnega odnosa. Z oploditvijo nastane zigota, ki se z intenzivnimi delitvami spreminja od blastomere preko morule do blastociste in ta se okoli četrtega dne po oploditvi ugnezdi v maternico ženske.
Namen OBMP je pomoč pri spočetju novega življenja za pare, pri katerih glede na izkušnje medicinske znanosti ne moremo pričakovati spočetja in zanositve po naravni poti in jim pri tem ne morejo pomagati drugi postopki zdravljenja neplodnosti. Vse tehnike OBMP se torej osredotočajo na preseganje ovir zanositve po tem, ko je bilo zdravljenje oziroma odpravljanje vzrokov neplodnosti neuspešno ali nemogoče.
Uspešnost umetne oploditve je odvisna od več dejavnikov. Za uspešno oploditev po naravni poti morajo biti izpolnjeni trije pogoji: zrela jajčna celica, normalna semenčica in funkcionalno pravilno prehodne poti za srečanje in potovanje spolnih celic. Pri umetni oploditvi je poleg drugih dejavnikov za uspešno nosečnost najbolj ključna starost ženske. Do 35. leta tako s postopki OBMP zanosi 33% žensk, od 35. do 38. leta 28% in od 38. do 43. leta 13% žensk, ki se odločijo za ta postopek. Sama stopnja zanositve po prenosu zarodka je v Sloveniji 33%, kar je primerljivo z drugimi evropskimi rezultati. Pri odmrzovanju zarodkov je stopnja zanositve le malo manjša, in sicer 29%.
Najpogostejši zapleti pri postopkih OBMP so nastanki večplodnih nosečnosti. Od kar se postopki opravljajo, je v svetu opazen porast takšnih nosečnosti. Verjetnost rojevanja dvojčkov je 75-krat večja, trojčkov pa kar 400-krat večja kot pred uvedbo postopkov OBMP. Večplodna nosečnost predstavlja grožnjo nosečnici, plodu in poteku nosečnosti. Prav zato obstajajo omejitve pri številu prenesenih zarodkov z embriotransferjem kljub temu, da je posledično verjetnost zanositve nižja.

## Zgodovina
S področjem spočetja, nosečnosti in rojstva so se intenzivneje začeli ukvarjati že v antični Grčiji, kjer je Aristotel razlagal nastanek nosečnosti na podlagi obdukcij ter svoje ugotovitve strnil v delu O nezmožnosti spočetja. Šele v 17. stoletju se je sicer začelo priznavanje enakovredno pomembne vloge tako moškega kot tudi ženske pri nastanku nosečnosti, saj so prej verjeli, da je za spočetje odgovoren zgolj moški. Bolj sodobne razlage o vlogi in sestavi semenske celice je podal nizozemski biolog Van Leeuwenhoek. Njegove ugotovitve so bile ključna podlaga za začetek in razvoj postopkov oploditve z biomedicinsko pomočjo. Prvi postopki oploditve z biomedicinsko pomočjo pri ljudeh so se začeli leta 1944 in 34 let kasneje, julija 1978, se je po postopku IVF (ang. »in vitro fertilization« ali oploditev v epruveti) rodil prvi otrok, deklica po imenu Louise Joy Brown. Postopek sta vodila kirurg Patrick Steptoe in Robert Edwards. Slednji je za ta dosežek prejel Nobelovo nagrado za medicino. Kasneje so raziskovalci več pozornosti posvetili tudi moški neplodnosti, čemur je leta 1988 sledil razvoj metode ICSI (ang. »intracytoplasmic sperm injection«), ki v citoplazmo jajčne celice neposredno vnaša semenčico. V Sloveniji so se OBMP postopki začeli izvajati na Ginekološki kliniki v Ljubljani leta 1983, kjer sta se že leto pozneje rodili dvojčici. Postopke so kmalu začeli opravljati še v Univerzitetnem kliničnem centru Maribor in v Centru za oploditev z biomedicinsko pomočjo Postojna.

## Delitev OBMP
Postopki oploditve z biomedicinsko pomočjo so torej metode, ki zajemajo vse od nadzora in pomoči pri oploditvi jajčne celice, do prenosa, ugnezditve in razvoja nosečnosti. Uporabljajo se tako pri ženski, kakor tudi pri moški neplodnosti. Najpogostejši vzroki neplodnosti pri ženskah so sicer endometrioza, neprehodni jajcevodi, motnje ovulacije, kromosomske nepravilnosti ali pa je vzrok nepojasnjen. Pri moških pa lahko OBMP postopki pomagajo, kadar je seme slabše kakovosti, kadar v izlivu ni prisotnih semenčic ali pa so vzroki neplodnosti genetske motnje ali nepojasnjeni.
Na kratko lahko vrste umetne oploditve ločimo glede na izvor spolnih celic, ki se uporabljajo v postopkih OBMP. Kadar se uporabljajo spolne celice partnerjev, ki se trudita spočeti otroka, govorimo o homologni umetni oploditvi. Kadar pa vsaj ena izmed spolnih celic pripada darovalcu, torej neki tretji osebi, govorimo o heterologni umetni oploditvi.
Obe obliki umetne oploditve se lahko nadalje izvedeta s tehniko znotrajtelesne ali zunajtelesne oploditve, ki se med seboj razlikujeta glede na to, kje se zgodi sama oploditev jajčne celice. Tehnike znotrajtelesne oploditve vključujejo oploditev znotraj ženskega telesa, pri čemer se v spolne organe ženske vnašajo samo semenske celice ali pa jajčne celice skupaj s semenskimi celicami. Pri tehnikah zunajtelesne oploditve pa do združevanja ženske in moške spolne celice pride v laboratoriju, pod točno nadzorovanimi pogoji ali pogovorno rečeno »v epruveti«, čemur sledi prenos zgodnjih zarodkov v spolne organe ženske. Vse najpogostejše tehnike so podrobneje razložene v nadaljevanju.
Tehnike asistirane reprodukcije ali ART (ang. »assisted reproductive tehnology«) so tehnike in postopki zdravljenja, ki vključujejo delo v pogojih in vitro z jajčnimi in semenskimi celicami ter zgodnjimi zarodki, in katerih namen je sprožiti nosečnost. Tehnike ART vključujejo zunajtelesno oploditev in prenos zarodkov, zamrzovanje gamet in zgodnjih zarodkov, darovanje spolnih celic, drugod o svetu pa še nadomestno materinstvo in darovanje zarodkov. Med tehnike ART torej ne sodijo intrauterine inseminacije (IUI) s semenskimi celicami partnerja ali darovanimi semenskimi celicami.

### Kje se opravljajo postopki OBMP in kakšen je standardni potek postopkov?
Laboratoriji, kjer se opravlja postopek OBMP, je visoko tehnološko opremljen in dovršen, saj poskuša simulirati naravne pogoje za oploditev in najzgodnejši razvoj zarodka ter sledi strogim smernicam za delo, ki veljajo v laboratorijih za transplantacijo celic, tkiv in organov.
Za OBMP potrebujemo tako moške kot ženske spolne celice, ki morajo biti ustrezno pripravljene za postopke. Za pridobitev moških spolnih celic se najpogosteje uporabljajo semenčice iz izliva ali pa tiste, pridobljene z biopsijo mod, kadar v ejakulatu ni prisotnih semenčic. Obvezno je potrebna analiza nekaterih pomembnih organskih parametrov ter klinična priprava oziroma laboratorijska obdelava vzorca semenčic za uspešen postopek umetne oploditve, ki izolira gibljive semenčice ter odstrani semensko tekočino in druge prisotne celice. Pridobitev ženskih spolnih celic oziroma jajčnih celic ali oocitov pa poteka z aspiracijo jajčnih mešičkov. Še nezrele celice, ki nato dozorijo na posebnih gojiščih z dodanimi hormoni, se po 24-urni zoritvi osemeni po metodi IVF ali ICSI. 
Postopki ART imajo več stopenj. Pri ženski se najprej spodbuja razvoj foliklov in spremlja se njihova rast. Temu sledi izsrkanje vsebine foliklov pod kontrolo ultrazvoka[GR16] . Nadalje se opravljajo različni postopki laboratorijske oskrbe gamet in zarodkov (IVF, ICSI itd.), opisani v nadaljevanju. Ko se zarodek izkaže za zdravega in normalnega, se ga s pomočjo embriotransferja vrne v telo ženske, čemur sledi spremljanje druge stopnje ciklusa ali lutealna suplementacija.

### Najpogostejši postopki OBMP

#### Osemenitev ali vnašanje semena partnerja v rodila ženske (AIH = »Artificial Insemination Husband«)
Za vse metode osemenitve ali inseminacije je značilno, da se s pomočjo posebnih inštrumentov obdelana sperma, pridobljena s spolnim odnosom, masturbacijo ali kirurškim posegom, vnese v ženska rodila. Pred tem se pri ženskah s farmacevtskimi sredstvi spodbudi hkratno dozorevanje več jajčnih celic in se s tem poveča možnosti oploditve. Tehnike inseminacije so si med seboj različne glede na mesto, kamor se vbrizgajo moške spolne celice. Tako ločimo intracervikalno inseminacijo (ICI), za kar se uporabi seme, pridobljeno z masturbacijo (semenčice v semenski tekočini), intrauterino inseminacijo (IUI) in intratubarno inseminacijo (ITI), za kateri je potrebno seme, očiščeno semenske tekočine.
Najpogosteje se opravlja intrauterina inseminacija (IUI), pri kateri se pri ženskah najprej stimulira jajčnike z različnimi zdravili ali injekcijami. Žensko se spremlja na kliniki, kjer opravlja ultrazvočne preiskave. S stop injekcijo se nato sproži ovulacija in dva dni po njej se opravi inseminacija. Partner odda seme, ki se ga vnese v maternico ženske. Tehnike osemenitve s partnerjevimi spolnimi celicami imajo relativno nizko uspešnost, ki znaša nekje med 5 in 7% na posamezni ciklus.

#### Osemenitev ali vnašanje semena darovalca (donorja) v maternico (AID = »Artificial Insemination Donor«)
Poteka po enakem postopku, kot je zgoraj opisani postopek IUI s to razliko, da se v rodila ženske vnese seme darovalca. Uspešnost osemenitve z donorskimi semenčicami je nekoliko višja kot osemenitev s partnerjevimi, saj ima seme pri AIH inseminacijah običajno manjšo oploditveno sposobnost in se giblje se nekje med 15 in 20% na ciklus.

#### Zunajtelesna oploditevin vitro fertilizacija(IVF)
In vitro v širšem pomenu označuje metode umetne oploditve, ki poskušajo združiti genetski material moške in ženske spolne celice ter posledično doseči razvoj zarodka. V ožjem pomenu pa je in vitro fertilizacija ali IVF osnovna metoda in najstarejši postopek OBMP, pri kateri se izolirani jajčni celici obdani s kumulusnimi celicami doda kapljico prečiščenega semena z gibljivimi semenčicami. 
Jajčna celica se ženski odvzame v naravnem ali spodbujenem ciklusu s posegom izsrkavanja ali aspiracije, ko se z iglo nabode oziroma punktira jajčni mehurček in se iz njega posrka njegovo vsebino. V aspiratu je tudi jajčna celica, ki se prestavi na posebno gojišče v inkubatorju, kjer nato poteka oploditev. Semenčice izločene iz ejakulata se doda v gojišče, kjer se z mikroskopom opazuje združitev obeh spolnih celic. V naslednjih dneh se opravi v nadaljevanju opisan embriotransfer oz. prenos zarodka v maternico.
Uspešnost IVF postopka je nekje med 20 in 40% in je odvisna od več dejavnikov. Zelo pomembni so na primer vzroki oziroma indikacije, ki so privedli do neplodnosti in uporabe postopka: starost pacientke, način spodbujanja zorenja jajčnih celic, laboratorijski pogoji itd.

#### Embriotransfer (ET)
Embriotransfer pomeni prenos zarodka v maternico ženske. Zarodki, ki nastanejo po postopku zunajtelesne oploditve (IVF ali ICSI), se v maternico prenesejo 3. ali 5. dan. 18 do 20 ur po oploditvi se najprej opazuje, ali je sploh oploditev uspela. Tam, kjer sta vidni dve jedri, se po 48 urah razvije 2 do 6 celični zarodek. Le tega se pregleda, oceni in fotografira ter prenese v novo gojišče ali pa že vstavi v maternico. V gojišču se razvije 16-celični zarodek, imenovan morula. Peti dan se razvije blastocista, ki ima že notranjo in zunanjo plast celic. Taki zarodki, ki se v maternico prenašajo na stopnji blastociste, imajo večji potencial za uspešno nosečnosti, saj se lažje oceni njihova kvaliteta, hkrati pa se na ta način lažje izognejo večplodnim nosečnostim ali zapletom v nosečnosti in pri porodu. V maternico se pri nas prenaša največ dva zarodka hkrati. V Sloveniji se od leta 2008 pri ženskah do 35. leta v prvih dveh postopkih prenese po le en zarodek dobre kakovosti.

#### Zamrzovanje in odmrzovanje zarodkov (krioprezervacija)
Če se v postopkih umetne oploditve pridobi več kot dva zarodka, se lahko nadštevilne zarodke dobre kvalitete zamrzne za kasnejše postopke. Zamrzne se jih tudi takrat, ko se prenosa ne da izvesti v tekočem ciklu ali pred kemoterapijo pri rakavih bolnicah. Ob odmrzovanju se lahko te zarodke kasneje prenese v maternico. Zarodki so krioprezervirani v tekočem dušiku za dobo 5 let. Takoj po odmrzovanju so v enakem stanju kot pred zamrzovanjem, torej ohranijo svojo kvaliteto. Hranijo se v banki zarodkov v posebnih posodah, kjer so natančno označeni. Po petih letih se lahko doba zamrzovanja podaljša s posebno vlogo, ki jo obravnavajo na Državni komisiji za OBMP. Poleg zarodkov se lahko zamrzne tudi jajčne celice ali jajčno tkivo, kar je posebej pomembno za rakave bolnice, saj se na ta način shrani genetski potencial za kasnejše obdobje. Po izteku dobe shranjevanja zarodkov se le te lahko s soglasjem staršev uporabi v znanstveno-raziskovalne namene.

#### Neposreden vnos spermija v jajčno celico (ICSI)
Metoda ICSI ali metoda neposrednega vnosa semenčica v jajčno celico je ena od najbolj učinkovitih metod, ko se par spopada z moško neplodnostjo. Izvaja se pri parih, kjer ima moški slabšo kvaliteto semena – torej je v izlivu prisotnih malo semenčic, so le te slabo gibljive, spremenjene oblike ali pa v samem izlivu semenčic ni in so pridobljene iz testisov. V laboratoriju se po pripravi semenčic pod posebnim invertnim mikroskopom, imenovanim mikromanipulator, v jajčno celico vstavi le en spermij. Tako oplojene jajčne celice se inkubirajo ter se nato vstavijo s pomočjo embriotransferja v maternico ženske, enako kot pri klasičnem IVF postopku.
Če ni prisotnih semenčic v semenskem izlivu partnerja, se lahko le te iščejo v obmodkih ali v tkivu testisov. Že nekaj semenčic lahko zadostuje za uspešen postopek. Glede na mesto in način zbiranja semenčic metode poimenujemo kot PESA (semenčice pridobljene iz obmodkov), TESA (semenčice dobljene z aspiracijo testisa) ali TESE (semenčice dobljene z biopsijo testisa). Ko se za oploditev jajčne celice uporabi nezrele moške spolne celice, imenovane spermatide, pa postopek imenujemo ROSI.

#### Neposreden vnos izbranega spermija v jajčno celico (IMSI)
Metoda IMSI je najnovejša metoda, ki omogoča, da se pred izvedbo ICSI postopka pregleda glave spermijev in se za postopek ICSI izbere točno določen spermij, ki ima največji potencial za uspešno oploditev jajčne celice.

#### Drugi postopki OBMP
Malokrat ali skoraj nikoli uporabljene tehnike v asistirani reprodukciji so še asistirana levitev (AH), kjer stanjšajo zaščitno ovojnico zarodka z namenom bolj uspešne ugnezditve v maternično sluznico, GIFT ali prenos jajčeca in semenčice direktno v jajcevod, TET ali prenos zarodka v jajcevod ženske, IVM ali in vitro maturacija, kjer se odvzame še nezrele jajčne celice, ki nato zorijo v pogojih in vitro.
Predimplantacijska diagnostika se opravlja na tri dni starih zarodkih, od katerih se odvzame dve celici (blastomeri). Kljub temu se zarodek naprej razvija normalno in nadomesti manjkajoče celice. Na odvzetih celicah se nadalje ugotavlja morebitna prisotnost nezaželenih genov, abnormalno število kromosomov ali pa se izbere spol zarodka, če je na spol vezana določena genetska okvara. Iz tega sledi, da se v maternico ženske prenesejo le zdravi in ustrezni zarodki. V Sloveniji je predimplantacijska genetska diagnostika dovoljena le v primerih, kjer lahko prepreči prenos pomembnih genetskih napak in mutacij.

## Darovanje spolnih celic in umetna oploditev z darovanimi spolnimi celicami
Heterologna umetna oploditev je oploditev z darovanimi spolnimi celicami. Taki postopki so po Zakonu o zdravljenju neplodnosti in postopkih OBMP dovoljeni le iz zdravstveno utemeljenih razlogov. Zanjo se odločajo pri parih, kjer zaradi bolezni enega od partnerjev z nobenim postopkom ni mogoče pridobiti ustreznih spolnih celic, ali pa če sta partnerja nosilca hudih dednih okvar ali kromosomskih nepravilnosti ter obstaja verjetnost, da se bo otrok rodil s hudo dedno boleznijo. Takih parov je nekje okoli 5% tistih, ki potrebujejo OBMP.
Dovoljeno je darovanje jajčnih in semenskih celic, pri čemer mora biti vsaj eden od roditeljev otrokov genetski starš. Uporaba darovanega jajčeca in semenčice hkrati ali uporaba darovanega zarodka tako v Sloveniji ni dovoljena. Tako kot pri umetni oploditve je zgornja starostna meja za ženske, ki prejemajo darovane celice, 43. let, prav tako mora biti ženska poročena ali v zunajzakonski zvezi.
Za darovalce spolnih celic je pomembno, da so brez pomislekov ter so se pripravljeni odreči vsem pravicam do otroka, ki jih po rojstvu dobita prejemnika darovanih celic. Darovanje je anonimno, zato je identiteta darovalcev strogo varovana za starše in otroke. Za darovanje spolnih celic je prepovedano prejeti plačilo ali druge koristi. Prav tako se darovane celice enega posameznika lahko uporabijo za rojstvo otrok v največ dveh različnih družinah.

## Regulacija OBMP v Sloveniji in svetu
Ker zdravljenje neplodnosti izjemno hitro napreduje ter zajema široko paleto postopkov, od manipulacije z zarodnimi celicami in zarodki, predimplantacijsko diagnostiko do uporabe donorskih celic, je potrebno področje zelo dobro regulirati in nadzorovati, saj je lahko podvrženo možnosti hudih zlorab. V Republiki Sloveniji je področje urejeno z Zakonom o zdravljenju neplodnosti in postopkih oploditve z biomedicinsko pomočjo. [GR29] Ta v 5. členu navaja, da je do postopkov oploditve z biomedicinsko pomočjo upravičen par, torej moški in ženska, ki živita v zakonski zvezi ali zunajzakonski skupnosti, v primeru, da ne moreta naravno s spolnim odnosom spočeti otroka in to ne moreta doseči z drugimi postopki zdravljenja neplodnosti ali pa, če lahko uporaba OBMP postopka prepreči prenos hude genetske bolezni na otroka. Glede na zakonodajo se postopki oploditve z biomedicinsko pomočjo opravljajo pri ženskah v starosti med 18. in 43. let ter pri polnoletnih moških. V Sloveniji je prepovedano nadomestno materinstvo ter shranjevanje in uporaba celic in zarodkov preminulih partnerjev Poleg tega je v Zakonu o zdravljenju neplodnosti in postopkih oploditve z biomedicinsko pomočjo natančno določen sam proces izvajanja oploditve z biomedicinsko pomočjo ter kdo ga lahko izvaja.
Postopek umetne oploditve je v Republiki Sloveniji krit s strani zdravstvenega zavarovanja, ki krije največ šest ciklusov za prvi porod živorojenega otroka, za vsakega nadaljnjega otroka pa do največ štiri cikluse. Zavod za zdravstveno zavarovanje Slovenije (ZZZS) je dodatno sprejel še sklep, da lahko zavarovane osebe (zaradi pomanjkanje darovanih celic v Sloveniji) na svojo željo opravijo postopek OBMP z darovano celico v tujini, ZZZS pa jim povrne stroške postopka v skladu z zdravstvenim zavarovanjem. Cene za samoplačnike pa se gibljejo od okoli 1500 € naprej, odvisno za kakšen postopek gre in ali je vključeno tudi zamrzovanje in odmrzovanje zarodkov.. Po dostopnosti postopkov OBMP naj bi bila Slovenija sedma v Evropi in delež vseh otrok rojenih s pomočjo umetne oploditve je bil 3,9 %, kar je najvišji delež v Evropi.
Drugod po svetu države različno regulirajo postopke OBMP. Na sploh je v Evropi problematika umetnih oploditev manjša zaradi dobro razvitega javnega zdravstva. V Veliki Britaniji na primer zakonodaja, tako kot pri nas, strogo opredeljuje, kaj je na klinikah za umetne oploditve dovoljeno in kaj ne ter hkrati določa način, na katerega klinike poročajo o svojih rezultatih. V ZDA pa je ravno obratno, saj država niti finančno ne podpira in tudi zakonsko ne regulira raziskav in samega izvajanja OBMP, saj pravice do razmnoževanja spadajo v sfero zasebnih individualnih pravic posameznika, v katere države ne posega. Posledično je OBMP v ZDA zelo dobičkonosna panoga, ki letno prinese kar 2 milijardi dolarjev.

## Etične dileme povezane z OBMP
Postopki za zdravljenje neplodnosti zagotovo premikajo meje in spreminjajo pogled na svet v širšem smislu. In čeprav je razvoj najrazličnejših tehnik umetne oploditve nedvomno eden izmed največjih tehničnih dosežkov človeštva, s seboj prinaša tudi številna vprašanja. Sam cilj postopkov OBMP je rojstvo zdravega otroka in ta želja staršev po otroku je v svojem jedru prav gotovo etično neoporečna. Se pa bioetika sprašuje predvsem o sredstvih, ki so potrebna za uresničitev omenjenega cilja, ter o posledicah, ki jih imajo dejanja posameznika za okolico in širšo družbo.  Etičnost postopkov se obravnava predvsem s treh vidikov, in sicer se glavne etične dileme navezujejo na spoštovanje človeškega zarodka, na naravo človeške spolnosti ter spolne združitve med partnerjema in enost družine.

### Status in spoštovanje človeškega zarodka
Največja etična dilema na področju OBMP je status človeškega zarodka ter ugovor proti temu, kako ravnati s presežnimi zarodki, ki se ustvarjajo pri samih postopkih umetne oploditve. Kot že omenjeno, se le-te zamrzne za določen čas, po preteku takšnega načina shranjevanja se jih v primeru, da se jih uporabi za  nov poskus zanositve, uniči ali pa uporabi v raziskovalne namene. Pojavlja se torej dilema glede spoštovanja človekovega dostojanstva od rojstva do smrti. To, da po svoji volji ustvarjamo nova življenja in jih nato kasneje uničimo, je za nekatere ljudi etično povsem nesprejemljivo.
Načelo spoštovanja človekovega dostojanstva in pravni status človeškega zarodka sta lahko podvržena različnim interpretacijam, ko gre za samo aplikacijo v praksi. Ponekod se zarodkom priznavajo enake pravice kot odraslim ljudem ter se posledično prepoveduje vsakršno raziskovanje na njih, tudi na ne-živih zarodkih. Nasprotno pa nekatere države zadržkov za raziskovanje ne vidijo, saj zarodek opredelijo kot potencialno človeško bitje, ki samo po sebi še ni sposobno samostojnega življenja.
V Sloveniji na primer Zakon o zdravljenju neplodnosti in postopkih oploditve z biomedicinsko pomočjo (ZZNPOB) strogo določa, kakšno ravnanje z zarodki je sprejemljivo in kaj je prepovedano. Na kratko je slovenska zakonodaja nekje vmes med eno in drugo prej opisano skrajnostjo – prepoveduje ustvarjanje zarodkov za raziskave, vendar pod določenimi pogoji dovoljuje raziskave na odvečnih zarodkih. Tako je prepovedano na primer nastajanje zarodkov zgolj v raziskovalne namene ter zunajtelesni razvoj zarodkov starih več kot 14 dni. Prav tako je nedopustno spreminjanje dedne zasnove ali uporaba le delov zarodka, pridobljenega v OBMP. Dovoljene pa so raziskave na zarodkih, katerih namen je varovanje in izboljšanje človekovega zdravja in če primerljivih raziskav ni mogoče opraviti na živalskih zarodkih. Ob tem je nujno pisna privolitev genetskih staršev ter dovoljenje Državne komisije za OBMP, opravlja pa se pod nadzorom Medicinsko-etične komisije.
Dejstvo je, da številni zarodki, ustvarjeni v procesu OBMP, presežejo dopustno mejo hranjenja. Etično vprašanje, ki se na tem mestu pojavlja je: »Ali zarodke pustiti umreti ali jih uporabiti za raziskovalne namene?« Nasprotniki uporabe zarodkov za raziskave se opirajo na to, da je vsak zarodek edinstven in v sebi nosi potencial razvoja v odraslo osebo, kar kliče po tem, da smo dolžni spoštovati njegovo pravico do življenja. Nasprotno pa zagovorniki raziskav na zarodkih poudarjajo možnosti za razvoj in zdravljenje nekaterih bolezni, zarodek pa vidijo kot bitje v fazi, ki mu še ni možno priznati človeškega dostojanstva.

### Narava človeške spolnosti ter spolne združitve med partnerjema
Še en etično sporen vidik OBMP je razdruževanje spolnosti in spočetja, ki je v nasprotju s pojmovanjem, da novo človeško življenje nastane s podaritvijo in izkazom ljubezni v aktu spolne združitve. Spolnost je definitivno povezana s samo možnostjo spočetja in če ji odvzamemo ta pomemben biološki vidik ter ga nadomestimo s tehničnimi postopki umetne oploditve, spočetje spremenimo zgolj v še en tehnološki postopek, ki je lahko vedno na voljo. Taka stvarnost je močno drugačna od naravne človeške stvarnosti, ki ni le versko pogojena, temveč je v zapisana v samem jedru antropologije. Spočetje je v tem primeru sad tretje osebe, medicinskega strokovnjaka, in uspešnost spočetja je odvisno od strokovnjakove usposobljenosti. 
Postopki umetne oploditve se torej oddaljijo od tega, da sta za spočetje odgovorna le partnerja, ki preko samonadzora (naj bo to preko uporabe kontracepcije, sterilizacije ali spremljanja ženskega ciklusa) uravnavata zmožnost spočetja. Pri OBMP so v proces spočetja poleg partnerjev vključeni še različni strokovnjaki, ki nosijo veliko odgovornost. Starši do postopkov gojijo visoka pričakovanja, potem so tu zdravniki in biologi, ki imajo nadzor nad genetskim materialom, nad vsem pa bedi zakonodaja, ki regulira samo področje oploditve z biomedicinsko pomočjo. Ob vsem tem je pomembna funkcija staršev kot oseb je pogosto zanemarjena, saj je v ospredju le njuna biološka funkcija. Ne glede na zaželenost in ljubljenost potencialnega otroka, ki bi bil spočet v OBMP postopkih, naj bi način, pri katerem je v ospredju zgolj biološka komponenta spočetja, spodbujal k popredmetenju človeškega življenja.

### Enost družine
Še več etičnih dilem prinaša heterologna umetna oploditev. Socialni starši se v teh primerih delno ali popolnoma razlikujejo od bioloških staršev otroka. Taka umetna oploditev tako nasprotuje pojmovanju enovitosti partnerske oziroma zakonske skupnosti, v katero naj bi imeli otroci pravico se spočeti in kasneje roditi. Enost in nedotakljivost rodovitnosti partnerjev je na ta način kršena, saj v intimnost para pripelje tretje osebe. Bioetična vprašanja se tukaj dotikajo temeljne otrokove pravice poznavanja svojih bioloških staršev, ki so mu sicer praviloma po heterologni umetni oploditvi neznani. Kritiki heterologne oploditve izpostavljajo tudi neskladnost med fizičnim, moralnim in socialnim starševstvom ter postranski pomen skladnosti, ki nastane z uporabo OBMP. Posledično nastanejo konfuzne družinske vezi, kjer niso prisotne klasične vloge, ki bi kot eno združevale biološko in zakonito starševstvo, temveč so ti pojmi med seboj ločeni in pripisani različnim osebam.

### Druga etična vprašanja povezana z OBMP
Poleg zgoraj naštetih temeljnih bioetičnih vprašanj glede umetne oploditve se pojavljajo tudi vprašanja, ki se nanašajo na varnost postopkov, njihovo izvajanje in zaščiti pacientov pred prevarami materialne in druge narave. Pri izvajanju postopkov zunajtelesne oploditve so namreč možni številni zapleti, ki lahko poškodujejo mater ali zarodek, vprašanja se pojavljajo tudi glede primerjave zdravja naravno spočetih otrok in otrok, ki nastanejo v postopkih OBMP. Sploh v tujini so slišne kritike na račun prikrivanja oziroma načrtnega zamolčanja nekaterih podatkov. Do napak lahko pride tudi zaradi malomarnosti vpletenih v postopke, od prenosa napačnih spolnih celic, do preveč agresivnih postopkov. Bioetiki pri OBMP poudarjajo predvsem to, da se je potrebno vprašati, komu koristijo omenjeni postopki - ali so ti namenjeni parom, ki se dejansko spopadajo z neplodnostjo in če je tako, zakaj niso enako dostopni vsem po svetu? Ali ima država pravico regulirati in omejevati pravico do spočetja otrok z biomedicinsko pomočjo?